# Megaluropus aqabaensis
Megaluropus aqabaensis is een vlokreeftensoort uit de familie van de Megaluropidae. De wetenschappelijke naam van de soort is voor het eerst geldig gepubliceerd in 1993 door Lyons & Myers.